# Райбер Родрігес
Райбер Хосе Родрігес Орозко (ісп. Raiber José Rodríguez Orozco; нар. 28 грудня 1990, Баринас, штат Баринас) — венесуельський борець греко-римського стилю, чемпіон та триразовий бронзовий призер Панамериканських чемпіонатів, бронзовий призер Центральноамериканських і Карибських ігор, бронзовий призер Панамериканських ігор, бронзовий призер Боліваріанських ігор, учасник двох Олімпійських ігор.

## Життєпис
Боротьбою почав займатися з 2002 року.
Виступав за борцівський клуб Баринаса. Тренер — Хосе Діаз (з 2002).

## Спортивні результати на міжнародних змаганнях

### Виступи на Олімпіадах
| Змагання                    | Збірна    | Вагова категорія                 | Місце |
| --------------------------- | --------- | -------------------------------- | ----- |
| Літні Олімпійські ігри 2016 | Венесуела | греко-римська боротьба, до 59 кг | 17    |
| Літні Олімпійські ігри 2024 | Венесуела | греко-римська боротьба, до 60 кг | 5     |

### Виступи на Чемпіонатах світу
| Змагання                        | Збірна    | Вагова категорія                 | Місце |
| ------------------------------- | --------- | -------------------------------- | ----- |
| Чемпіонат світу з боротьби 2013 | Венесуела | греко-римська боротьба, до 60 кг | 16    |
| Чемпіонат світу з боротьби 2015 | Венесуела | греко-римська боротьба, до 59 кг | 32    |
| Чемпіонат світу з боротьби 2023 | Венесуела | греко-римська боротьба, до 60 кг | 26    |

### Виступи на Панамериканських чемпіонатах
| Змагання                                   | Збірна    | Вагова категорія                 | Місце  |
| ------------------------------------------ | --------- | -------------------------------- | ------ |
| Панамериканський чемпіонат з боротьби 2014 | Венесуела | греко-римська боротьба, до 59 кг | Бронза |
| Панамериканський чемпіонат з боротьби 2015 | Венесуела | греко-римська боротьба, до 59 кг | 11     |
| Панамериканський чемпіонат з боротьби 2016 | Венесуела | греко-римська боротьба, до 66 кг | Бронза |
| Панамериканський чемпіонат з боротьби 2023 | Венесуела | греко-римська боротьба, до 60 кг | Бронза |
| Панамериканський чемпіонат з боротьби 2024 | Венесуела | греко-римська боротьба, до 60 кг | Золото |

### Виступи на Панамериканських іграх
| Змагання                  | Збірна    | Вагова категорія                 | Місце  |
| ------------------------- | --------- | -------------------------------- | ------ |
| Панамериканські ігри 2023 | Венесуела | греко-римська боротьба, до 60 кг | Бронза |

### Виступи на Боліваріанських іграх
| Змагання                 | Збірна    | Вагова категорія                 | Місце  |
| ------------------------ | --------- | -------------------------------- | ------ |
| Боліваріанські ігри 2022 | Венесуела | греко-римська боротьба, до 60 кг | Бронза |

### Виступи на Центральноамериканських і Карибських іграх
| Змагання                                     | Збірна    | Вагова категорія                 | Місце  |
| -------------------------------------------- | --------- | -------------------------------- | ------ |
| Центральноамериканські і Карибські ігри 2023 | Венесуела | греко-римська боротьба, до 60 кг | Бронза |

### Виступи на інших змаганнях
| Змагання                                                        | Збірна    | Вагова категорія                 | Місце  |
| --------------------------------------------------------------- | --------- | -------------------------------- | ------ |
| Міжнародний турнір Любомира Івановича-Гедзи 2012                | Венесуела | греко-римська боротьба, до 60 кг | 6      |
| Олімпійський кваліфікаційний турнір з боротьби 2016 (Фріско)    | Венесуела | греко-римська боротьба, до 59 кг | Срібло |
| Кубок Владислава Пітласинські 2016                              | Венесуела | греко-римська боротьба, до 59 кг | 14     |
| Відкритий чемпіонат Загреба з боротьби 2024                     | Венесуела | греко-римська боротьба, до 60 кг | 11     |
| Олімпійський кваліфікаційний турнір з боротьби 2024 (Акапулько) | Венесуела | греко-римська боротьба, до 60 кг | Золото |
| Меморіал Імре Поляка та Яноша Варги 2024                        | Венесуела | греко-римська боротьба, до 63 кг | Бронза |
| Меморіал Маттео Пелліконе 2024                                  | Венесуела | греко-римська боротьба, до 63 кг | Золото |